# FOREVER LOVE (鈴木亜美の曲)
「FOREVER LOVE」（フォーエヴァー・ラブ）は、日本の歌手、鈴木亜美の1枚目のインディーズシングルである。

## 解説
- 2004年8月11日に本人の自主レーベルAMITYよりリリースされた。このシングルはレーベルのみ発売。
- ジャケットや歌詞カードも本人がデザインをしている。
- オリコンウィークリーチャートでは最高21位に終ったが、インディーズチャート1位を達成。Sony Music Associated Records時代最後のシングル「Reality/Dancin' in Hip-Hop」以来、約4年ぶりのチャートインを果たした。しかし、デビュー以来12作連続でトップ10入りを果たしていたが、本作では初のトップ10落ちとなった。

## 収録曲
全曲作詞：鈴木亜美 / 作曲：横山輝一
1. FOREVER LOVE
2. CHAIN LOVE
3. FOREVER LOVE (Back Track)
4. CHAIN LOVE (Back Track)